# لیلان (ماه‌نشان)
لیلان یک روستا در ایران است که در شهرستان ماه‌نشان استان زنجان واقع شده‌است. لیلان ۱۳۱ نفر (۳۱ خانوار) جمعیت دارد.